# Obra literaria

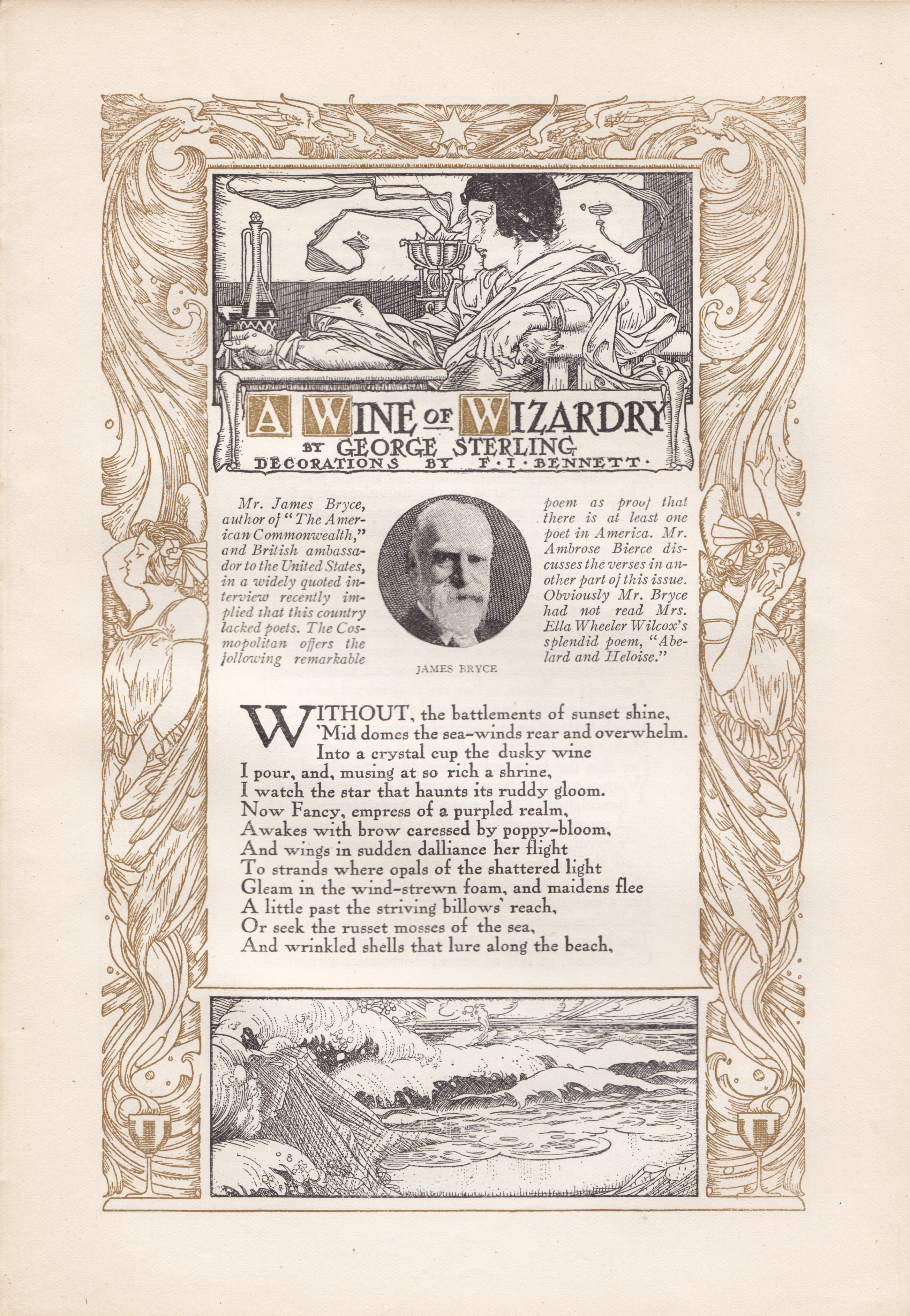
Primera página de "A Wine of Wizardry" de George Sterling en septiembre de 1907 en la revista Cosmopolitan

Una obra literaria es una creación artística donde existe un hablante lírico (que describe personajes y acontecimientos, generalmente en 6 personas aunque también ha habido algunos casos de narradores en segunda persona), a través de la que se emiten mensajes y enseñanzas con la intención de comunicar y producir goce estético, por lo general narrando una historia que tiene un determinado argumento. La obra en cuestión debe seguir ciertas normas lingüísticas y utilizar ciertos recursos literarios, en función de la época.

## Transmisión
- Oral: es aquella obra, que por lo general se transmite verbalmente, que se trasmite de padres a hijos, reelaborándose en cada generación. La forman los cuentos populares, así como las leyendas y canciones. Mención especial merece "una forma de entretenimiento y de educación en la cultura de masas en el norte de China" llamada Pingshu, por el grado de refinamiento que este tipo de arte alcanzó.[4][5]

- Escrita: está creada por autores en general conocidos y su texto se trasmite con pocos cambios (salvo las modificaciones provocadas por la censura de la época en que se publicó, las nuevas ediciones en las que el propio autor realiza voluntariamente algunas modificaciones, o los cambios realizados incluso por otros autores, sobre todo cuando la obra quedó inconclusa desde su primera publicación).[6][7]

- Táctil: cuando la obra está dirigida a lectores ciegos, publicada a través del sistema Braille, se presenta en forma escrita y no en forma gráfica o corporal, aunque allí el lector utiliza el sentido del tacto para leer y no el sentido de la vista. Un elemento central para toda obra literaria es la narración de un hecho, evento, serie de eventos, sentimientos, ideas, o simplemente una expresión artística sobre diferentes situaciones. Se compone por una hoja perforada o en relieve de puntos los cuales son interpretados de forma dactilar por la persona.[8][9]

## Clasificación
Según los temas que trate este, o por su forma, se conoce la existencia de distintos géneros literarios:  
- Lírica: Son composiciones en verso cuya finalidad es expresar los sentimientos del autor, ya sea patrióticos o religiosos (himno), de dolor (elegía), humorísticos (sátira), populares (canción tradicional), políticos o de cualquier otro tipo.
- Épica: Recogen, también en verso, las hazañas de los dioses y los héroes. Obras épicas son las epopeyas, que relatan los hechos decisivos de la historia de un país (por ejemplo, la Ilíada, la Odisea o La Araucana, y los cantares de gesta (como el cantar de Rolando o el Cantar de mio Cid), que ensalzan las hazañas de un héroe.
- Dramática: Explica historias, representándolas ante el público. Este tipo de género, a su vez, puede clasificarse en: tragedia, con personajes víctimas de pasiones extremas y cuyo máximo exponente se dio en el teatro griego con Esquilo, Sófocles y Eurípides; comedia, que refleja la vida cotidiana, y drama, que es una mezcla de tragedia y drama, en tanto se desarrolla con notas cómicas y dramáticas, cultivado por autores como Lope de Vega.
- Narrativa: Da hechos, reales o no, en prosa. Hay varios tipos: novela, un relato extenso que comenzó a popularizarse en la Edad Media con los libros de caballerías, y se sistematiza con Miguel de Cervantes, y cuento, cuando se trata de un relato corto, género cultivado por autores como Jorge Luis Borges y Mario Benedetti, entre otros muchos ejemplos.
- Didáctica: Obra literaria cuyo fin es únicamente informar al lector; suele usar una forma de redacción meramente expositiva. A veces usa el relato, como en las fábulas de Esopo, de Iriarte o de Beatrix Potter el conde Lucanor de don Juan Manuel.
- Ensayo: Expresa contenidos didácticos, pero también ideas y opiniones. El autor las expone de un modo personal.